# West Dennis
West Dennis é um lugar designado pelo censo localizado no condado de Barnstable no estado estadounidense de Massachusetts. No Censo de 2010 tinha uma população de 2.242 habitantes e uma densidade populacional de 205,62 pessoas por km².

## Geografia
West Dennis encontra-se localizado nas coordenadas 41° 39′ 59″ N, 70° 10′ 01″ O. Segundo a Departamento do Censo dos Estados Unidos, West Dennis tem uma superfície total de 10.9 km², da qual 8.45 km² correspondem a terra firme e (22.49%) 2.45 km² é água.

## Demografia
Segundo o censo de 2010, tinha 2.242 pessoas residindo em West Dennis. A densidade populacional era de 205,62 hab./km². Dos 2.242 habitantes, West Dennis estava composto pelo 94.11% brancos, o 1.52% eram afroamericanos, o 0.58% eram amerindios, o 1.16% eram asiáticos, o 0.04% eram insulares do Pacífico, o 1.25% eram de outras raças e o 1.34% pertenciam a duas ou mais raças. Do total da população o 2.1% eram hispanos ou latinos de qualquer raça.